# 내가 죽기 전에 가장 듣고 싶은 말
《내가 죽기 전에 가장 듣고 싶은 말》(영어: The Last Word)은 2017년 공개된 미국의 코미디 드라마 영화이다.

## 출연
- 셜리 매클레인 - 해리엇 역
- 어맨다 사이프레드 - 앤 역
- 앤주얼 리 딕슨 - 브렌다 역
- 앤 헤이치 - 엘리자베스 역
- 톰 에버렛 스콧 - 로널드 오덤 역
- 토머스 서다우스키 - 로빈 샌즈 역
- 조엘 머리 - 조 뮬러 역
- 애디나 포터 - 브리 윌슨 역
- 필립 베이커 홀 - 에드워드 역
- 세라 베이커 - 조이 역
- 스티븐 컬프 - 샘 셔먼 역
- 배질 호프먼 - 크리스토퍼 조지 역
- 토드 루아이조 - 모건 박사 역
- 밸러리 로스 - 완다 바이어스 역
- 니키 매콜리 - 새벽 DJ 역
- 조시 하토 - 포커스 그룹 남자 역
- 얼라나 우바크 - 산부인과 의사 역
- 게디 와타나베 - 정원사 역
- 이벳 프리먼 - 가정부 역
- 제임스 터퍼 - 조문객 역 (크레디트 미기재)